# Dollemose
Dollemose är en liten sjö i Danmark.   Den ligger i Lemvigs kommun i Region Mittjylland.
Dollemose ligger 18 meter över havet.